# Sculpture sur neige
La sculpture sur neige est une activité consistant à façonner la neige par l'élimination contrôlée de matériau, c'est l'acte de mise en forme artistique de la neige.

## Concours et Festivals
- International Snow Sculpture Championships à Breckenridge (Colorado)
- Festival de sculptures sur glace et de neige de Harbin
- L'International de sculpture sur neige lors du Carnaval de Québec
- Festival de la neige de Sapporo
- Saguenay en Neige à Jonquière
- Défi monu-neige de Saint-Bernard (Québec)
- Imagineige à La Chaux-de-Fonds, en Suisse.
- Concours de sculpture sur glace et sur neige à Valloire
- Festival du voyageur à Winnipeg

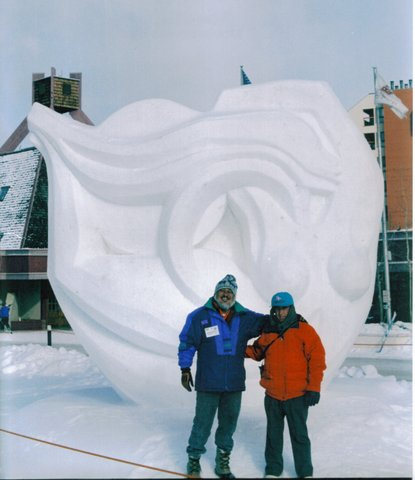
Le sculpteur mexicain Abel Ramírez Águilar posant devant une création, à Breckenridge
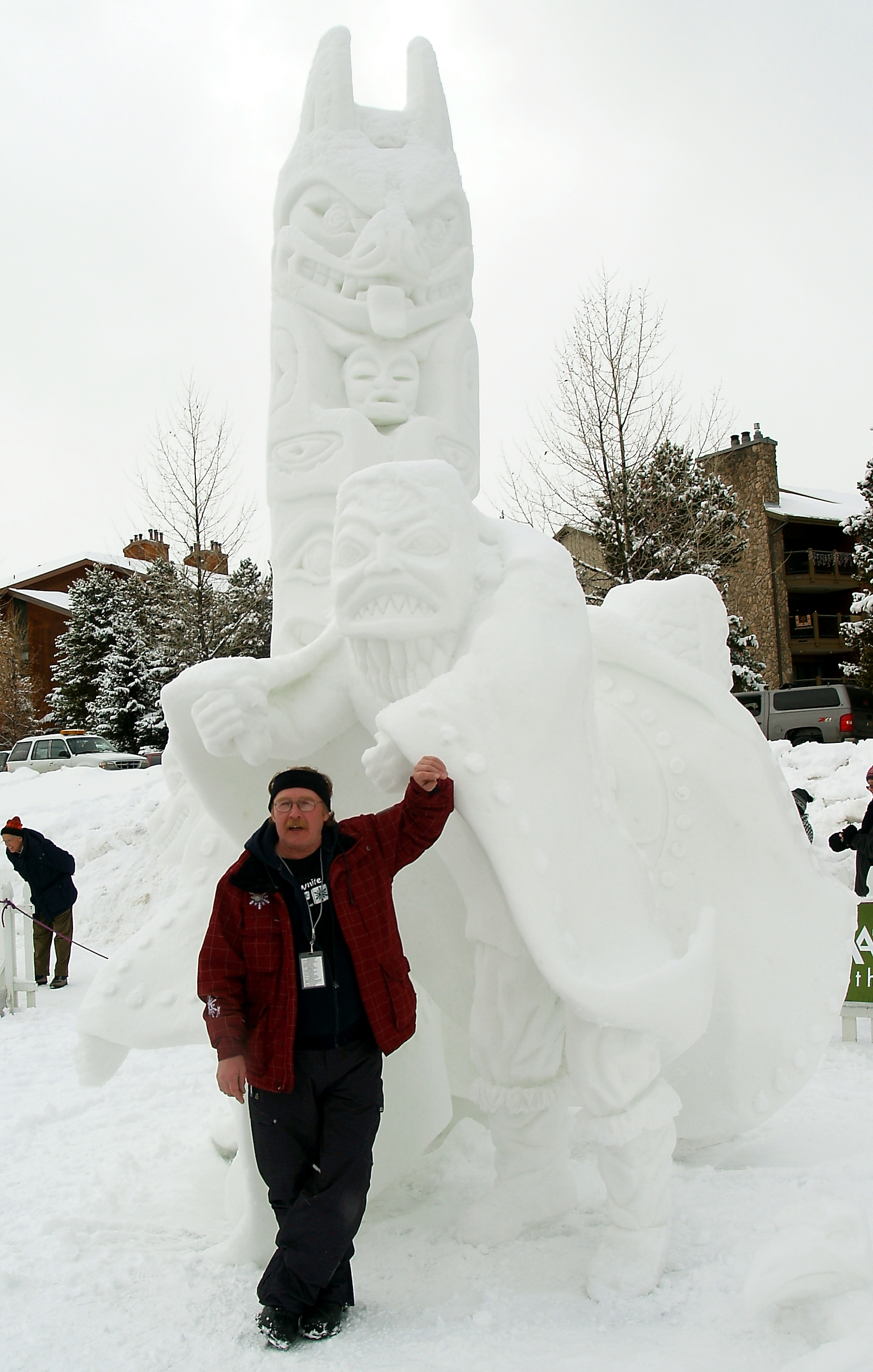
Le sculpteur canadien Michael Lane, posant devant Family Reunion, 1re place du en 2009 à Breckenridge lors de l'International Snow Sculpture Championships.